# Xizangiana shenxian
Espèce
Xizangiana shenxian est une espèce d'araignées aranéomorphes de la famille des Gnaphosidae.

## Distribution
Cette espèce est endémique du Tibet en Chine,. Elle se rencontre dans le xian de Lhazê.

## Description
Le mâle holotype mesure 5,46 mm et la femelle paratype 6,51 mm, les mâles mesurent de 4,79 à 5,52 mm et les femelles de 5,59 à 6,85 mm.

## Systématique et taxinomie
Cette espèce a été décrite par Liu et Zhang en 2023.

## Publication originale
- Liu, Wang & Zhang, 2023 : « Revision of the genus Xizangiana Sherwood, Li & Zhang, 2022, with descriptions of five new species (Araneae: Gnaphosidae). » Zootaxa, no 5346(4), p. 443-468.